# Раззак, Абдул
Мухаммад Абдул Раззак (араб. محمد عبد الرزاق‎; 1921, Лайяллпур, Британская Индия — неизвестно) — пакистанский хоккеист на траве, защитник. Участник летних Олимпийских игр 1948 года.

## Биография
Абдул Раззак родился в 1921 году в индийском городе Лайяллпур (сейчас Фейсалабад в Пакистане).
Играл в хоккей на траве за «Арьянс» из Лахора.
В 1948 году вошёл в состав сборной Пакистана по хоккею на траве на летних Олимпийских играх в Лондоне, занявшей 4-е место. Играл на позиции защитника, провёл 6 матчей, забил 1 мяч в ворота сборной Нидерландов. Эти матчи были для него единственными в составе сборной страны.
О дальнейшей жизни данных нет.